# إبراهيم يوماقلي
إبراهيم يوماقلي (من مواليد 1969) هو بيروقراطي تركي يشغل حاليًا منصب وزير الزراعة والغابات.